# FLY (BoAの曲)
「FLY」（フライ）は、2014年12月3日発売の BoAの通算38枚目のシングル。

## 解説
- 前作の「MASAYUME CHASING」から4ヶ月となり、2014年第3弾シングルとなる。初回盤では、ブックレット写真集が収めている。
- ｢CDのみ｣と｢CD+DVD｣の3形態で発売された。
- このシングルはBoAのセルフプロデュースであるが、楽曲"FLY"について「空を飛んでみたくて曲を書いた」と述べている。

## 収録曲

### CD
1. FLY
作詞・作曲：BoA
2. エアポートで待ち合わせ
作詞：Junji Ishiwatari  作曲：Kevin Charge／Caroline Gustavsson／Claire Rodrigues Lee
3. FLY (INST)
4. エアポートで待ち合わせ (INST)

### DVD
- FLY (Music Video) [Type-A]
- FLY (Music Video Other ver.) [Type-B]
- FLY (Making) [Type-B]